# استریت فایتر در مقابل تکن
استریت فایتر کراس تکن (به انگلیسی: Street Fighter X Tekken) یک بازی ویدئویی در سبک مبارزه‌ای ساخته شده توسط کپ‌کام که ترکیبی از شخصیت‌های مجموعه استریت فایتر و تکن شرکت نامکو می‌باشد. این بازی در مارس ۲۰۱۲ برای کنسول‌های پلی‌استیشن ۳ و ایکس‌باکس ۳۶۰، و ۱۱ مه ۲۰۱۲ برای مایکروسافت ویندوز منتشر شده‌است و نسخه‌ای با ۱۲ شخصیت اضافه شده به آن در اکتبر ۲۰۱۲ برای کنسول بازی دستی پلی‌استیشن ویتا عرضه شده‌است. روندبازی بر اساس سبک دوبعدی سری مبارزان خیابانی است از طرف دیگر نامکو نیز در حال ساخت طرف دیگری از این بازی با نام تکن کراس استریت فایتر می‌باشد که به سبک بازی تکن است و به صورت سه‌بعدی ساخته می‌شود، اما همچنان انتشار بازی در هاله‌ای از ابهام قرار دارد.

## شخصیت‌ها
شخصیت‌های زیر به عنوان شخصیت‌های قابل انتخاب در بازی حضور دارند. نسخه پلی‌استیشن ۳ و ویتا دارای ۵ شخصیت مهمان هستند که شامل کول مک‌گریت از مجموعه بازی بدنام، تورو شخصیت ساختگی شرکت سونی و رقیب او کورو که همانند ریئو و کازویا لباس بر تن کرده‌اند. پک-من که نقش موکوجین در تکن را ایفا می‌کند و مگامن.
نسخه پلی‌استیشن ویتا دارای ۱۲ شخصیت اضافه می‌باشد که شامل از هر سری ۶ شخصیت می‌باشد، بعدها اعلام شد کمی بعد از انتشار نسخه ویتا این ۱۲ شخصیت به عنوان دی‌ال‌سی برای پلی‌استیشن ۳، ایکس‌باکس ۳۶۰ و مایکروسافت ویندوز در دسترس قرار خواهند گرفت.
| استریت فایتر | تکن          | شخصیت‌های مهمان |
| ------------ | ------------ | -------------- |
| ریئو         | کازویا       | مگامن          |
| کن           | نینا ویلیامز | پک-من          |
| چون لی       | آسوکا کازاما | تورو           |
| کمی          | لی‌لی         | کورو           |
| گایل         | هیهاچی       | کول مک‌گرایت    |
| آبل          | کوما         |                |
| دالسیم       | پال فینکس    |                |
| ساگات        | مارشال لا    |                |
| رولنتو       | کینگ         |                |
| ایبوکی       | مارداک       |                |
| پویزن        | هوورانگ      |                |
| هوگو         | استیو فاکس   |                |
| روفوس        | باب          |                |
| زانگیف       | جولیا        |                |
| وگا          | یوشیمیتسو    |                |
| بالراگ       | ریون         |                |
| بایسون       | جین کازاما   |                |
| یوری         | رین شائویو   |                |
| آکوما        | اوگر         |                |
| اِلنا         | لارس         |                |
| ساکورا       | آلیسا        |                |
| بلانکا       | کریستی       |                |
| کودی         | برایان فیوری |                |
| دودلی        | جک X         |                |
| گای          | لی وولانگ    |                |